# Matt-Cohen-Preis
Der Matt-Cohen-Preis (engl. Matt Cohen Award: In Celebration of a Writing Life) ist ein mit 25.000 $ dotierter kanadischer Literaturpreis, der seit dem Jahr 2000 jährlich vom Writers’ Trust of Canada in Erinnerung an den kanadischen Schriftsteller Matt Cohen (1942–1999) für das Lebenswerk eines kanadischen Schriftstellers vergeben wird. Das ausgezeichnete Werk kann in französischer oder englischer Sprache verfasst sein und sowohl Lyrik wie Prosa – einschließlich non-fiction – umfassen.

## Preisträger
- 2000:  Mavis Gallant
- 2001:  Norman Levine
- 2002:  Fred Bodsworth
- 2003:  Audrey Thomas
- 2004:  Howard Engel
- 2005:  Janet Lunn
- 2006:  Marie-Claire Blais
- 2007:  David Helwig
- 2008:  Sylvia Fraser
- 2009:  Paul Quarrington
- 2010:  Myrna Kostash
- 2011:  David Adams Richards
- 2012:  Jean Little
- 2013:  Andrew Nikiforuk
- 2014: Susan Musgrave
- 2015: Richard Wagamese
- 2016: Brian Brett
- 2017: Diane Schoemperlen
- 2018: David Bergen
- 2019: Olive Senior
- 2020: Dennis Lee
- 2021: Frances Itani
- 2022: Candace Savage
- 2023: Helen Humphreys